# TSV Altenholz
Turn- und Sportverein Altenholz von 1948 é uma agremiação esportiva alemã, fundada a 21 de maio de 1948, sediada em Altenholz, em Schleswig-Holstein.

## História
Foi estabelecido como clube de ginástica Turn- und Sportverein Altenholz, a 1 de maio de 1948 e não formaria um departamento de futebol até quase duas décadas depois, a 29 de junho de 1965. Os futebolistas brevemente trilharam o seu próprio caminho como Verein für Leibesübungen Altenholz, em 1966, mas se reuniram ao clube-pai no mesmo ano.
Em 1997, avançou para a Oberliga Hamburgo/Schleswig-Holstein (IV) e prevendo a adesão ao nível profissional nível novamente se tornou independente do clube pai, como TSV Altenholz Fußball GmbH & Co. KG, a fim de protegê-lo de qualquer futuro risco financeiro. O time ficou quatro temporadas sob este status na Oberliga. Seu melhor resultado foi um terceiro lugar em 2000. A separação jurídica entre as duas entidades foi posteriormente anulada em 2001. O clube se retirou voluntariamente da Bezirksoberliga (VI), após a conclusão de sua campanha em 2002-03, apesar de haver terminado fora da zona de rebaixamento, em 12º lugar. 
O TSV avançou à Verbandsliga (V) e se qualificou em 2008 para a SH-Liga (VI), após a reorganização da nova estrutura do futebol alemão e a introdução da nova 3. Liga.

## Títulos
- Kreis Altenholz campeão (VII): 1991;
- Bezirksliga Kiel campeão (VI): 1992;
- Verbandsliga Schleswig-Holstein campeão (V): 1997;
- Bezirksoberliga Kiel (VI) campeão: 2006;